# Schwachreagierender Leder-Täubling
Der Schwachreagierende Täubling oder Schwachreagierende Leder-Täubling (Russula sericatula) ist ein Pilz aus der Familie der Täublingsverwandten. Es ist ein seltener Täubling, der aufgrund seiner Hutfarbe an den Fleischroten Speise-Täubling erinnert, aber ein gelbliches Sporenpulver und eine feinsamtige Huthaut besitzt. Der mildschmeckende Täubling kommt in Laubwäldern meist unter Hainbuchen vor.

## Merkmale

### Makroskopische Merkmale
Der Hut ist 5–10 (13) cm breit und schnell niedergedrückt. Die Huthaut ist matt und leicht bereift, im Alter ist sie fast samtig oder  feinkörnig. Sie ist bis zu 2/3 abziehbar. Der Hut ist meist rosa bis ockerbraun, lila-weinrot, violett bis schokoladenbraun und zur Mitte hin olivgrün gefärbt. Die Färbung erinnert stark an den Fleischroten Speise-Täubling.
Die Lamellen sind stumpf oder bauchig und stehen ziemlich entfernt. In der Jugend sind sie elfenbeinfarben, später hell ocker bis gelblich. Bei Reife haben sie oft einen orangefarbenen Reflex. Das Sporenpulver ist hellgelb (IVab nach Romagnesi).
Der zylindrische und schnell hohl werdende Stiel ist 4–9 cm lang und 1–2 (2,5) cm breit. Er ist weiß, wird aber schnell schmutzig grau und runzelig. Besonders zur Basis neigt er dazu, mehr oder weniger gelblichgrau-fleckig zu werden oder zu bräunen.
Das weiche Fleisch ist weiß oder leicht gräulich, bei starker Durchwässerung auch grau. Es schmeckt mild und hat einen schwachen, oft gar nicht wahrnehmbaren Geruch. Die Guajakreaktion ist stark positiv. Mit Eisensulfat verfärbt sich das Fleisch schmutzig bis gräulich rosa.

### Mikroskopische Merkmale
Die 7–9 (10) µm langen und 6–7 (8) µm breiten Sporen tragen isoliert stehende, bis zu 1,3 µm hohe Stacheln. Die Pleurozystiden sind bis zu 80 (100) µm lang und 7–12 µm breit. Sie sind spindelförmig, aber nicht oder nur leicht zugespitzt. Die Basidien messen 40–57 × 10–13 µm und tragen je vier Sterigmen.
Die Hyphen-Endzellen der Huthaut sind 2–4 (5) µm breit. Sie sind oft leicht keulig und gewunden und basal zylindrisch oder etwas erweitert oder aufgeblasen. Die Primordialhyphen messen 6–7 (8) µm, sind an der Spitze mehr oder weniger verschmälert und meist kräftig inkrustiert. Die Unterhaut (Subcutis) besitzt gewundene, aber nicht pseudoparenzymatisch verdickte Elemente. Die Saftröhren (Laticiferen) und Caulozystiden haben eine variable Sulfo-Benzaldehydreaktion.

## Artabgrenzung
Es gibt eine Reihe sehr ähnlicher, milder Täublinge mit ockerfarbenem Sporenpulver, die an vergleichbaren Standorten vorkommen können. Wegen der sehr variablen Hutfarbe sind diese oft nicht leicht auseinanderzuhalten. Besonders ähnlich sind der Glänzende Leder-Täubling (R. alutacea), der Kurzstielige Leder-Täubling (R. curtipes), der Rotstielige Leder-Täubling (R. olivacea) und der Fleischviolette Herings-Täubling (R. graveolens). Der Fleischviolette Herings-Täubling lässt sich relativ leicht durch den Heringsgeruch und die blaugrüne Eisensulfatreaktion unterscheiden. Der Glänzende Leder-Täubling und Rotstielige Leder-Täubling verfärben sich mit Phenol weinrot beziehungsweise violettrot und können so ebenfalls recht leicht unterschieden werden. Um allerdings den Kurzstieligen Leder-Täubling sicher unterscheiden zu können, ist meist eine mikroskopische Untersuchung nötig, die Huthaut ist bei diesem Täubling völlig anders aufgebaut.

## Ökologie und Verbreitung

Europäische Länder mit Fundnachweisen des Schwachreagierenden Leder-Täublings.
Legende:
Länder mit Fundmeldungen
Länder ohne Nachweise
keine Daten
außereuropäische Länder

Der Schwachreagierende Leder-Täubling ist wie alle Täublinge ein Mykorrhizapilz, der mit verschiedenen Laubbäumen eine symbiontische Beziehung eingeht. Sein wichtigster Wirt ist die Hainbuche, weit seltener dienen Rotbuchen oder Eichen als Partner.
Der Täubling wächst daher in verschiedenen Laubwäldern, besonders aber in Hainbuchen-Eichenwäldern auf sandigen bis lehmigen und neutral bis basischen Böden. Die Fruchtkörper erscheinen zwischen Juli und Oktober. Der Pilz kommt vom Tiefland bis in das untere Bergland vor.
Der Täubling ist in Europa mäßig verbreitet bis sehr selten und wurde vorwiegend in West- und Mitteleuropa nachgewiesen.
Der recht unbekannte und wohl auch recht seltene Täubling steht auf der Roten Liste in der Gefährdungskategorie RL3. In Österreich wurde der Täubling vereinzelt im Burgenland nachgewiesen.

## Systematik

### Infragenerische Systematik
Der Schwachreagierende Ledertäubling ist die Typart der Untersektion Integroidinae, einer Untersektion, die innerhalb der Sektion Lilaceae steht. Die Untersektion vereinigt mittelgroße Täublinge mit ocker- oder blass gelbem Sporenpulver, deren Fleisch graut oder schwärzt. Das Fleisch schmeckt mild, in den Lamellen aber bisweilen deutlich scharf. Die Huthautdeckschicht (Epicutis) enthält inkrustierten Primordialhyphen, aber keine Pileozystiden.

## Bedeutung
Der Schwachreagierende Ledertäubling ist essbar, sollte aber abgekocht oder gut durcherhitzt werden.